# Klerck

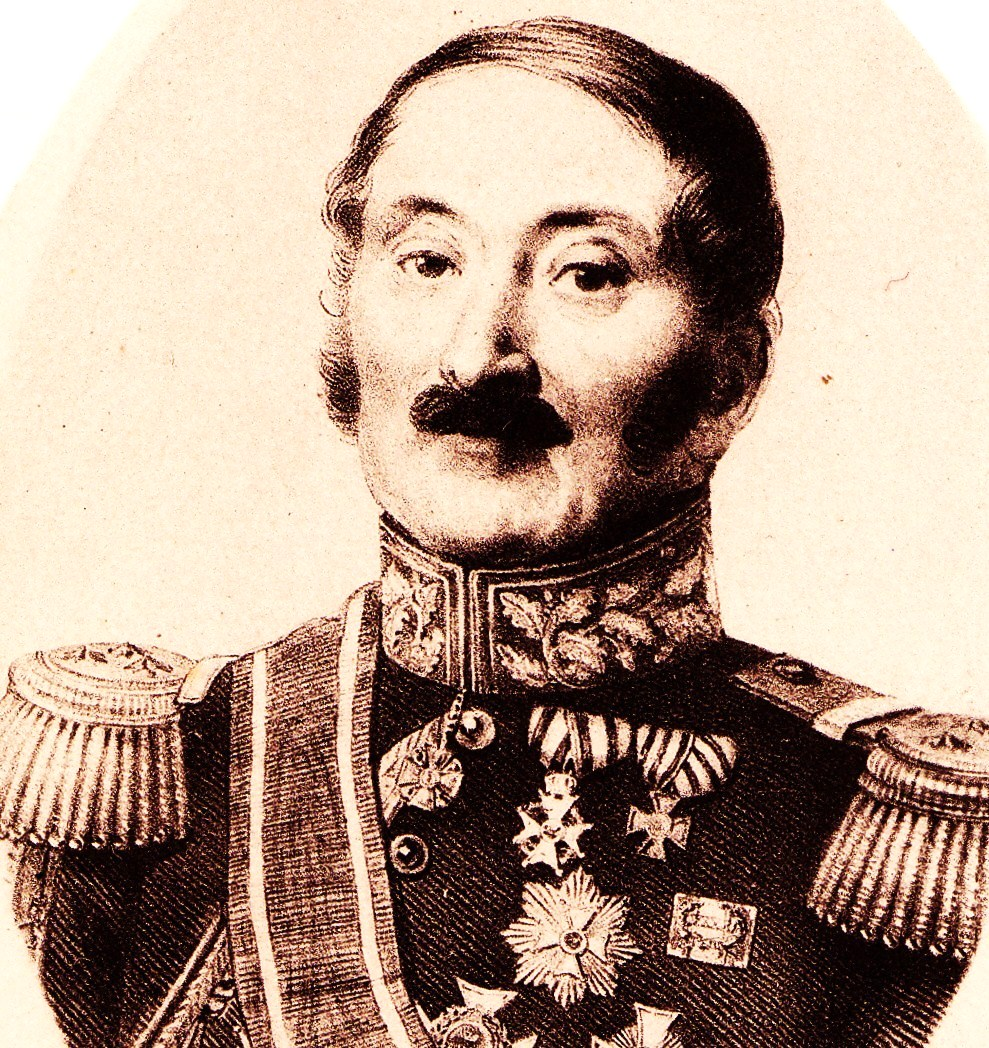
Jhr. Reinhold Anthonie Klerck

Klerck (voorheen ook: Clerck) was een uit Veenendaal afkomstig geslacht waarvan leden sinds 1831 tot de Nederlandse adel behoren en dat in 1926 uitstierf.

## Geschiedenis
De stamreeks begint met Cornelis Gerritsz. Clerck die van 1564-1600 veenraad te Veenendaal was en daar in 1617 of 1618 overleed. Nazaten, onder wie zijn zoon, waren burgemeester van Rhenen. Bij Koninklijk Besluit van 22 december 1831 werd Reinhold Anthonie Klerck (1774-1854) verheven in de Nederlandse adel. Aan zijn (ongetrouwde) zoon werd in 1890 de titel van baron op allen verleend. In 1926 stierf het geslacht uit.

## Enkele telgen
- Jhr. Reinhold Anthonie Klerck (1774-1854), luitenant-generaal titulair
  - Jhr. Aarnout Klerck (1820-1876), secretaris-generaal van het departement van Marine; trouwde in 1875 in 3e echt met jkvr. Marianne Catherine van Hogendorp (1834-1909), sociaal hervormster en feministe
  - Jhr. Guillaume Jean Gérard Klerck (1825-1884), minister
  - Albert Reinhold Jacob baron Klerck (1829-1894), luitenant-generaal titulair, adjudant van koning Willem III
  - Jkvr. Anna Sara Jacoba Klerck (1837-1926), laatste telg van het geslacht